# Djupsjön (Ströms socken, Jämtland)
Djupsjön är en sjö i Strömsunds kommun i Jämtland och ingår i Ångermanälvens huvudavrinningsområde. Sjön har en area på 0,282 kvadratkilometer och ligger 480 meter över havet. Djupsjön ligger i Gråberget-Hotagsfjällen Natura 2000-område.

## Delavrinningsområde
Djupsjön ingår i det delavrinningsområde (711029-145955) som SMHI kallar för Utloppet av Djupsjön. Medelhöjden är 519 meter över havet och ytan är 2,9 kvadratkilometer. Det finns inga avrinningsområden uppströms utan avrinningsområdet är högsta punkten. Vattendraget som avvattnar avrinningsområdet har biflödesordning 4, vilket innebär att vattnet flödar genom totalt 4 vattendrag innan det når havet efter 235 kilometer. Avrinningsområdet består mestadels av skog (90 procent). Avrinningsområdet har 0,28 kvadratkilometer vattenytor vilket ger det en sjöprocent på 9,7 procent.